# Androctonus cholistanus
Espèce
Androctonus cholistanus est une espèce de scorpions de la famille des Buthidae.

## Distribution
Cette espèce se rencontre au Pakistan au Pendjab et en Inde au Rajasthan.

## Description
Le mâle holotype mesure 63,5 mm et la femelle paratype 66 mm, les mâles mesurent de 60 à 72 mm et les femelles de 60 à 68 mm.

## Étymologie
Son nom d'espèce lui a été donné en référence au lieu de sa découverte, le désert du Cholistan.

## Publication originale
- Kovařík & Ahmed, 2013 : « A review of Androctonus finitimus (Pocock, 1897), with description of two new species from Pakistan and India (Scorpiones, Buthidae). » Euscorpius, no 168, p. 1-10 (texte intégral).